# 李春 (1974年)
李春（1974年10月—），中华人民共和国政治人物，广西博白人。毕业于吉林大学，1997年12月参加工作，2000年5月加入中国共产党，曾廊坊市广阳区人民政府副区长、党组成员、任丘市委副书记、市长。

## 生平
- 2011.01－2018.12，历任中科廊坊科技谷管委会副主任、党工委委员，廊坊市广阳区副区长，廊坊市政府副秘书长
- 2018.12－2019.12，廊坊市政府副秘书长，市人防办主任、党组书记
- 2019.12－2021.5.18，任丘市委副书记、副市长、代市长，任丘市委副书记、市长[1]。